# Busycotypus canaliculatus

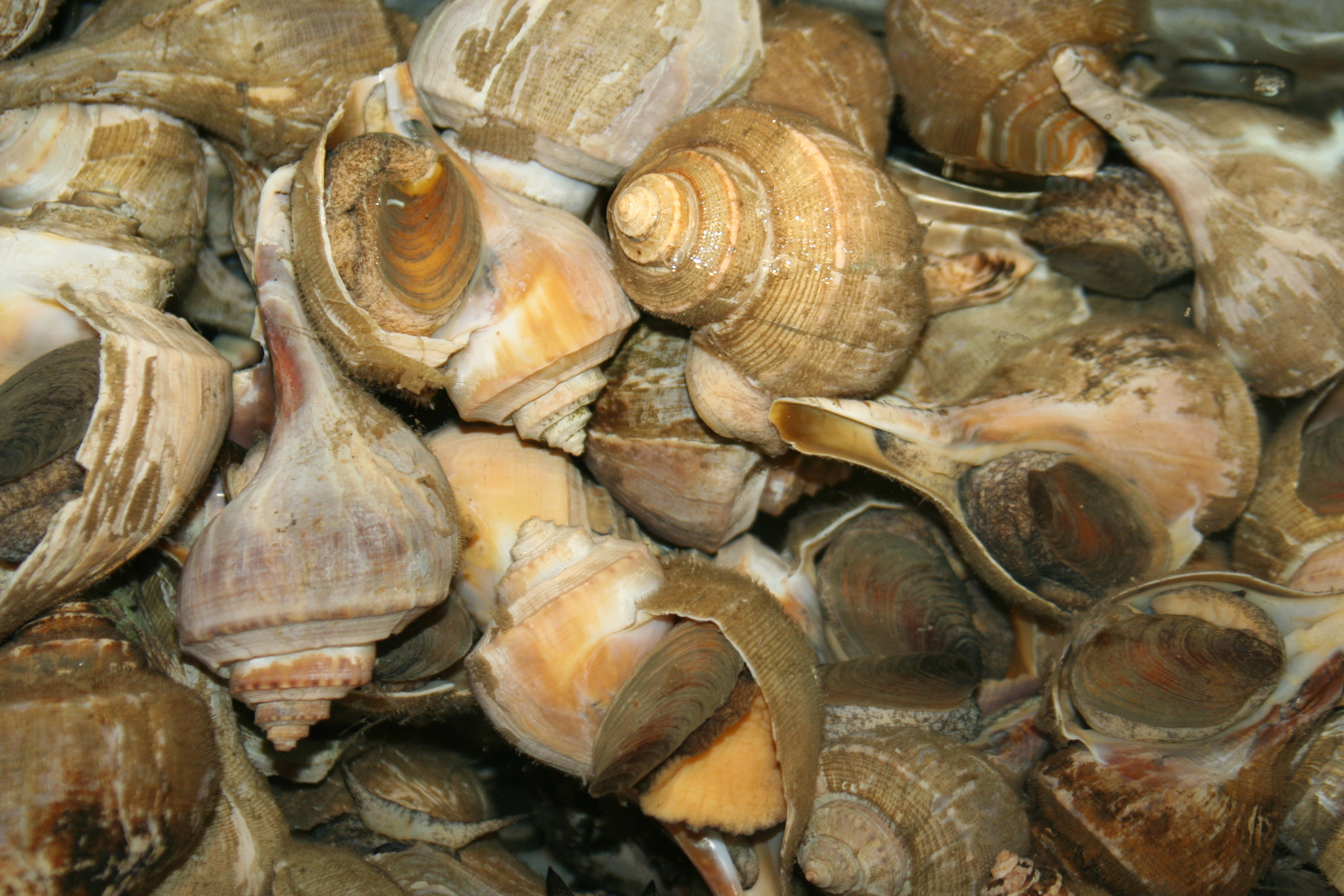
Busycotypus canaliculatus aus San Francisco Bay auf einem Markt in Kalifornien

Busycotypus canaliculatus, bei Röding die Gekrönte Feige ist eine große Schneckenart aus der Familie der Buccinidae, die im westlichen Atlantik an der Küste Nordamerikas lebt. In San Francisco Bay ist sie eingeschleppt.

## Merkmale
Das rechtsgewundene, birnenförmige Schneckenhaus von Busycotypus canaliculatus, das bei ausgewachsenen Schnecken bis zu 18 cm lang werden kann, hat einen sehr breiten Körperumgang, der sich unten hin allmählich verjüngt, und eine birnförmige Gehäusemündung mit einem einfachen dünnen Rand, die in einen langen, offenen und meist geraden Siphonalkanal ausläuft. Die 6 rechtwinklig gekanteten Umgänge sind an der Kante mit Knötchen besetzt und sind am Gewinde terrassenartig voneinander abgesetzt. Entlang der Naht sind sie durch einen tiefen und breiten Kanal voneinander geschieden. Die beiden ersten Umgänge bilden eine deutliche Spitze. Das Gehäuse weist stumpfe Spiralrippen und deutlich sichtbare Anwachsstreifen auf. Die Columella ist stark gebogen. Das kräftige, gelblich braune, abblätternde Periostracum trägt entlang der Anwachsstreifen und der Spiralrippen Reihen kurzer, steifer Haare. Das hornige, eher kleine, dunkelbraune Operculum ist eiförmig und hat den Nucleus unten. Die Oberfläche des Gehäuses ist außen gelblich grau und die Öffnung gelblich.
Die Schnecke hat einen breiten, abgerundeten, grauen Fuß mit dunkleren Flecken und einer orangefarbenen Sohle, einen weißlichen Mantel mit grauen Flecken, der ganz vorn aber eher eine schwarze Färbung aufweist, die nach hinten ins Graue übergeht. Die Fühler sind schwarz, die Schnauze weiß mit grauen Flecken. Der Sipho ragt bei der aktiven Schnecke kaum aus dem Kanal hervor.

## Vorkommen
Busycotypus canaliculatus findet sich im westlichen Atlantik an der Küste Nordamerikas von Cape Cod in Massachusetts bis St. Augustine in Florida. Er wurde in den 1930er oder 1940er Jahren wahrscheinlich mit Austernlaich nach San Francisco Bay eingeschleppt und hat sich dort als lokal größte Schneckenart etabliert.
Er lebt in der Gezeitenzone und unterhalb auf schlammigen und sandigen Untergründen.

## Lebenszyklus
Busycotypus canaliculatus wird als langsam wachsende Schnecke etwa 20 bis 30 Jahre alt. Wie andere Neuschnecken ist die Schnecke getrenntgeschlechtlich, wobei die Weibchen deutlich größer als die Männchen sind. Die erreichen Männchen die Geschlechtsreife bei einer Gehäuselänge im Alter von etwa 3 bis 5 Jahren, Weibchen dagegen erst im Alter von etwa 9 bis 12 Jahren. Die Männchen begatten die Weibchen mit ihrem Penis. In Virginia legen die Weibchen typischerweise in der Zeit von Mitte August bis November ihre Eischnüre mit zahlreichen diskusförmigen Eikapseln in der Gezeitenzone oder etwas unterhalb ab. Die Gelege werden im schlammigen Boden verankert und lösen sich ab, wenn die Jungschnecken schlüpfen. Die Entwicklung des Veliger-Stadiums findet in der Eikapsel statt, so dass je nach Temperatur mehrere Monate nach Eiablage fertige Schnecken schlüpfen, die nach Messungen in Virginia und North Caroline etwa 4 mm, in Georgia etwa 6 mm lange Gehäuse haben. Der Schlupf erfolgt in Virginia gewöhnlich im April, wenn die Temperaturen bei etwa 15 bis 18 °C liegen. Frisch geschlüpfte Schnecken sind direkt neben ihrer leeren Eikapsel beim Fressen von Moostierchen (Membranipora sp.) beobachtet worden. Leben die ganz jungen Schnecken noch in geschützten Flachwasserbereichen, wandern etwas größere Tiere in tiefere Bereiche ab. Bis zu einer Gehäusegröße von 2,5 cm lassen sie sich dabei oft in der Strömung treiben, statt zu kriechen.

## Ernährung
Busycotypus canaliculatus ist ein Fleischfresser, der sich vor allem von Muscheln ernährt. Die Schnecke drückt die Schalenhälften der Muschel mit ihrem Fuß auf oder hebelt sie mit ihrem Gehäuserand auseinander. Sodann führt sie die Proboscis an das Fleisch der Beute, die mit Hilfe der Radula zerkleinert wird.
Busycotypus canaliculatus frisst eher dünnschalige Muscheln, darunter Miesmuscheln wie Geukensia demissa, aber auch Venusmuscheln wie Mercenaria mercenaria. Mit der eher dünnen Schale dieser Schneckenart wird erklärt, dass sie im Gegensatz zu Schnecken mit kräftigerem Schneckenhaus wie die Blitzschnecke keine Stücke aus der Muschelschale bricht, weshalb dickschalige und gleichzeitig fest schließende Muschelarten nicht zum Beutespektrum gehören. Die Schnecke kann bereits beim Aufhebeln einer Muschel ihre Schale beschädigen. Die Muscheln reagieren auf chemische Reize, die von den räuberischen Schnecken ausgehen, mit verringerter Aktivität. Dadurch filtrieren sie weniger und können nicht so schnell wachsen, andererseits gehen dadurch auch von ihnen selbst weniger chemische Reize aus, so dass die Muscheln nicht nur von den räuberischen Schnecken, sondern auch von anderen Fressfeinden wie Blaukrabben seltener gefunden werden.

## Nutzung durch den Menschen und Gefährdung
Busycotypus canaliculatus, an der Ostküste der USA channeled whelk und in Kalifornien eastern conch genannt, wird wegen seines Fleisches und seines Gehäuses gesammelt und auf Märkten kommerziell gehandelt.

## Feinde
Fressfeinde von Busycotypus canaliculatus sind unter anderem Steinkrabben, denen die Schnecken bereits bei entfernten chemischen Reizen ausweichen.